# 1 protiv 100
"1 protiv 100" hrvatski je kviz u produkciji HRT-a koji potječe iz Nizozemske, rađen je prema Endemolovoj licenci i mješavina je nizozemske, američke i britanske verzije, a prva epizoda održana je na prvom programu HRT-a 17. siječnja 2008. u 20 sati. Najveći iznos koji je neki natjecatelj mogao osvojiti je 617.000 kuna.

## Koncept emisije
Sto natjecatelja na tribini igra protiv jednog, glavnog natjecatelja, koji se bira nasumično od natjecatelja na tribini koji su još u igri (nisu dali pogrešan odgovor). Ako su svi natjecatelji ispali, bira se nasumičan igrač između svih 100.
Glavni natjecatelj dolazi naprijed pored voditelja kviza, Tarika Filipovića. U svakom krugu igre glavni natjecatelj dobiva dvije teme idućeg pitanja. Odabire jednu od ponuđenih tema i dobiva pitanje i tri ponuđena odgovora. Odmah po čitanju pitanja i ponuđenih odgovora, natjecatelji na tribini imaju 6 sekundi da putem tipkovnice ponude svoj odgovor. Nakon toga odgovara glavni natjecatelj, za što ima neograničeno vrijeme.  Ako netočno odgovori, ispada iz igre i odlazi bez ičega. Ako točno odgovori, gleda se koliko je natjecatelja na tribinama netočno odgovorilo, gdje svi natjecatelji trenutno u igri zajedno vrijede 100 000 kn. Svi natjecatelji koji su netočno odgovorili ispadaju iz igre i stavljaju svoju vrijednost u banku novca koji natjecatelj može osvojiti.
Natjecatelj ima tri preskoka. Svaki preskok prepolavlja iznos u banci i preskače trenutno pitanje. Natjecatelj ne može iskoristiti preskok ako još nitko s tribina nije ispao i u banci je 0 kn.
Natjecatelj također ima jedan džoker "igraj dvostruko", gdje nakon što pruži točan odgovor može udvostručiti ukupan iznos svih natjecatelja koji su ispali koji mu se pridodaje u banku.
U slučaju da svi natjecatelji s tribina (najčešće kada ih ostane samo nekoliko) odgovore netočno, voditelj to obavezno napomene glavnom natjecatelju prije nego što kaže svoj konačni odgovor na postavljeno pitanje, te tada ima pravo odustati i odlazi s dosad osvojenim iznosom.
Natjecatelj pobjeđuje i osvaja novce kad svi natjecatelji s tribina koji su još u igri protiv njega pruže netočan odgovor.
Ako glavni natjecatelj pruži pogrešan odgovor i ispadne, a na tribini postoje igrači koji su dali ispravan odgovor, svi oni dijele 20 000 kn i među njima se bira sljedeći glavni natjecatelj.

## Jokeri
Igra sadrži dva džokera: preskoči i dvostruko. Njih može koristiti samo glavni natjecatelj, dok natjecatelji s galerije moraju odgovarati na sva pitanja u zadanom vremenu od 6 sekundi.

### Joker "Preskoči"
Preskoči je joker koji preskače trenutačno pitanje, ali se natjecateljev iznos upola smanjuje i ne dobiva nikakve novce, čak i ako je netko na tribini krivo odgovorio. Inicijalno se može igrati tri puta, a ovisno o ishodu korištenja jokera "preskok plus" može se dobiti i četvrti.

### Dvostruko
Dvostruko je joker kojeg igrač može iskoristiti ako je potpuno siguran, a u tom jokeru se osvojeni iznos iz tog pitanja množi s dva odnosno ako svi odgovore točno joker je iskorišten i novac se od tog pitanja, naravno, ne dobiva.

### Preskok plus
Ovaj joker smije se koristiti samo nakon što igrač pobijedi 80% ljudi na tribini.
Joker "Preskoči" može se igrati tri puta, a igrač može kao temu dobiti "preskok plus". To mu daje pitanje na kojem može iskoristiti dvostruko, ali ne i preskok, a ako točno odgovori, dobiva još jedan joker "preskoči".

## U Hrvatskoj
Najviši dobici:
1. 366 494 kn Mirko Miočić, 2008.[3][2]
2. 334 309 kn Tomislav Grubišić, 2008.
3. 317 435 kn Siniša Belina, 2008.

Najveći ženski dobitak je 247 090 kuna; osvojila je Sandra Filipčić 2008. godine.